# Niquinohomo
Niquinohomo là một khu tự quản thuộc tỉnh Masaya, Nicaragua. Khu tự quản Niquinohomo có diện tích 32 ki lô mét vuông. Đến thời điểm năm 2005, huyện Niquinohomo có dân số 14847 người.